# 林通政
林 通政（はやし みちまさ、? - 天正元年（1573年））は、戦国時代から安土桃山時代にかけての武将。織田家の家臣。通称は新次郎。諱は光時とも。

## 生涯
織田家の家臣で、林秀貞の子（林通忠の子で、娘婿とも）といわれる。美濃斎藤家の家臣・林駿河守通政の従甥にあたる。
文治派の秀貞と違い武勇に秀でており、槍を得意としていたことから「槍林」との異名を持つ（武家事紀）とされる。主君・織田信長からの信頼も厚かったといわれており、姉川の戦いや石山合戦など数々の戦に従軍した。
天正2年（1574年）の伊勢長島一向一揆の戦いの中で、撤退中の織田軍に対し長島一向衆が奇襲をかけるという事態が起きると、信長の撤退を助けるべく殿軍を務め奮戦したが、敵の勢いに押されて討死した。